# 甯威
甯威（？—？），陝西西安府盩厔縣辛街里人，明朝政治人物。

## 生平
洪武二十三年（1390年）庚午科陝西鄉試舉人，三十年（1397年）丁丑科夏榜二甲第二十三名進士。永樂三年（1405年）任郾城縣知縣。